# Rolf-Frieder Marmont
Rolf-Frieder Marmont (n. 4 decembrie 1944, Brașov - d. 8 noiembrie 2018, Hanovra), poet, traducător și scriitor de limba germană, originar din România.
A studiat filologia (germană și engleză) la București, între 1963 și 1968.
A lucrat crainic la Radio București (1968-1971) și lector la Editura Kriterion din București, între 1973 și 1988.
În 11 aprilie 1988, a emigrat în Republica Federală Germania și s-a stabilit la Hanovra, unde a lucrat pentru o editură.
Între 2001 și 2014 a lucrat la redacția pentru literatură a publicației Halbjahresschrift für südosteuropäische Geschichte, Literatur und Politik (Jurnal semestrial de istorie, literatură și politică din Europa de Sud-Est).

## Scrieri
- Fünfte Jahreszeit (Al cincilea anotimp), volum de poeme, Editura Dacia, Cluj, 1974 [3]
- Lichtkaskaden (Cascade de lumină), Editura Kriterion, București, 1984

Prezent cu poezii în antologii:
- Vînt potrivit pînă la tare. Zece tineri poeți germani din România, antologie și postfață de Peter Motzan, în românește de Ioan Muslea, cuvânt înainte de Mircea Iorgulescu, Editura Kriterion, București, 1982. Poeții antologati sunt: Anemone Latzina, Franz Hodjak, Rolf-Frieder Marmont, Johann Lippet, William Totok, Richard Wagner, Rolf Bossert, Hellmut Seiler și Horst Samson, Helmut Britz.

## Traduceri
- Îndoielnicul raport al lui Jakob Bühlmann, roman de Arnold Hauser, în românește de Rolf Frieder Marmont; cuvânt înainte de Matei Călinescu, București, editura Kriterion, 1972
- Im Namen der Vögel : Gedichte (versuri de Nichita Stănescu traducere germană Rolf-Frieder Marmont), Editura Kriterion, București, 1984
- Asketische Zeichen (versuri de Virgil Mazilescu traduse în limba germană de Rolf-Frieder Marmont), Editura Dacia, Cluj, 1988
- Aur din coama Ariadnei/Gold aus Ariadnes Mähne (volum bilingv, versuri de Virgil Mihaiu traducere germană Rolf-Frieder Marmont), Editura Limes, Cluj, 2004.[4]